# 謝朝佐
謝朝佐（1559年—？），字良輔，號劔雲，福建建寧府甌寧縣人，民籍，明朝政治人物。

## 生平
萬曆十年（1582年）壬午科福建鄉試七十一名，萬曆十四年（1586年）丙戌科會試三百十七名，登三甲第二百三十名進士。兵部观政，十五年六月授湖廣安化縣知縣，十二月調繁江西南城縣，二十年行取，十月选授四川道御史，二十一年差貴州巡按，卒于官。

## 家族
曾祖謝璞，曾任壽官；祖父謝宋，曾任廩生；父謝明揚，曾任乙酉貢士。前母仲氏；母池氏。具庆下。兄谢朝采（庠生）。